# Die Siegerin
Die Siegerin (Originaltitel After the Verdict) ist ein Stummfilmdrama mit Olga Tschechowa und Warwick Ward in den Hauptrollen, das Henrik Galeen 1928 in den Studios der British International Pictures in Elstree, England für die Produktionsfirma Tschechowa Film London/Berlin realisierte.
Das Drehbuch schrieb Alma Reville; Vorlage war ein Roman gleichen Titels von Robert Smythe Hichens aus dem Jahre 1924, der in Deutschland beim Ullstein Verlag als »Vivian und ihr Mann« herauskam.
After the Verdict wurde von Theodor Sparkuhl fotografiert und erschien im Verleih der British Independent Film Distributors. Im Vereinigten Königreich kam der Film im Januar 1929 in die Lichtspielhäuser.
Das Titellied Long Ago schrieb der Komponist Leslie Elliott.

## Inhalt
Clive Baratrie, aus den Kolonien zurückgekehrt, verlobt sich mit seiner Jugendfreundin Vivian Denys. Am gleichen Tag trifft Mrs. Sabine ein, die ihm nachgereist ist. Nach einem Malaria-Anfall in den Tropen hatte sie ihn mit rührender Sorgfalt gepflegt. Als Clive erfuhr, dass sie verheiratet ist, hatte er sich kurz entschlossen eingeschifft.
Am Abend des Verlobungstages sieht Clive Mrs. Sabine zu einer letzten Aussprache, in deren Verlauf er sie erschießt. Clive wird unter Mordverdacht verhaftet. Die dramatischen Ereignisse belasten Vivian schwer. Am Tag des Prozesses begegnet sie Mr. Sabine, dem Ehemann, der sich an Clive rächen will. Er ist im Besitz eines Abschiedsbriefes seiner Frau, in dem sie ihm mitteilt, dass sie freiwillig aus dem Leben scheidet. Verzweifelt sucht Vivian den Mann zu bewegen, den Beweis für Clives Unschuld dem Gericht vorzulegen. Schließlich hat sie Erfolg.

## Veröffentlichung
In Deutschland wurde der Film am 7. Februar 1929 im Berliner „Capitol“ uraufgeführt. Die deutsche Bearbeitung hatte Drehbuchautor und Filmschriftsteller Curt Wesse besorgt, die Uraufführungsmusik stammte von Werner Schmidt-Boelcke. Besprochen wurde der Film von Heinz Pol in der Vossische Zeitung, Georg F. Salmony in der B.Z. am Mittag Nr. 38 vom 8. Februar 1929 und von Michael Kurd in der Welt am Abend.
Der Film muss als verschollen gelten. Er war Galeens vorletzte Regiearbeit. Nach seiner Rückkehr nach Deutschland drehte er 1932/33 noch den Spionagefilm Salon Dora Green mit Mady Christians.

## Tondokument
- Columbia 5449 (A 9101) Long Ago. Theme Song from After The Verdict (Leslie Elliot). Quentin MacLean at the Regal Cinema, London (Christie Unit Organ)[9]